# Putla Villa de Guerrero
Putla Villa de Guerrero è un comune del Messico, situato nello stato di Oaxaca.